# Teresina de Goiás
| \| Teresina de Goiás \|                       |
| Lage der Ortschaft Teresina de Goiás in Goiás |
| Teresina de Goiás                             |

| Teresina de Goiás |

Teresina de Goiás ist eine kleine brasilianische politische Gemeinde im Bundesstaat Goiás in der Mesoregion Nord-Goiás und in der Mikroregion Chapada dos Veadeiros. Sie liegt nördlich der brasilianischen Hauptstadt Brasília und nordöstlich von Goiânia, der Hauptstadt des Bundesstaates.

## Geographische Lage
Teresina de Goiás grenzt
- im Norden Monte Alegre de Goiás
- im Osten an Nova Roma
- im Süden an Alto Paraíso de Goiás
- im Westen an Cavalcante

### Hydrographische Lage
Teresina de Goiás wird nordwärts entwässert durch den Rib. dos Bois, wo er an der Nordgrenze in den Rio Paranã mündet.

## Klima und Vegetation
Das Klima ist typisch tropisch halbfeucht mit hohen Temperaturen im Sommer um die 20–24 °C mit einer Luftfeuchte von 75–80 % und starken Niederschlägen. Im Winter herrscht Trockenheit und Dürre mit einer Dauer von vier bis fünf Monaten. Die Vegetation ist charakterisiert durch Cerrado-Ökosystem.

## Wirtschaft
| Teresina de Goiás BIP Daten (2007) |        |
| Landwirtschaft:                    | 1.372  |
| Industrie:                         | 1.125  |
| Dienstleistung:                    | 7.518  |
| Subtotal:                          | 10.014 |
| Steuern:                           | 467    |
| PIB total:                         | 10.481 |
| Rang in Goiás:                     | 244    |
| Bevölkerung:                       | 2.773  |
| PIB pro Kopf (R$):                 | 3.780  |
| Rang in Goiás:                     | 241    |

Nebenstehende Tabelle zeigt das Bruttoinlandsprodukt (BIP) in jeweiligen Preisen für die drei Wirtschaftssektoren, PIB total und Rang von Teresina de Goiás, Bevölkerung und BIP pro Kopf für 2007 (in Tausend R$).

## Tourismus
An der Südgrenze zur Gemeinde Alto Paraíso de Goiás befindet sich der Nationalpark Chapada dos Veadeiros, der bei Wanderern und Öko-Touristen sehr beliebt ist.
Der Zugang zum Nationalpark ist nur mit Führern gestattet. Der Eingang befindet sich in der Ortschaft São Jorge an der Südseite des Parks, etwa in der Mitte zwischen den Städten Colinas do Sul und Alto Paraíso de Goiás.